# Didier Ilunga-Mbenga
Didier Ilunga-Mbenga (közkeletű nevén DJ - Mbenga (ejtsd: Benga) (Kinshasa, 1980. december 30. –) belga profi kosárlabda játékos.

## Gyermekkora
Mbenga Zaire-ben - mai nevén a Kongói Demokratikus Köztársaság - született és nőtt fel, ahol apja egy kormányzati alkalmazott volt. Amikor új az új rendszer átvette a hatalmat, előállítottak minden a korábbi kormányban dolgozót. Zavargások törtek ki, ezek egyre fokozódtak, Mbenga apját is bebörtönözték. Bár apja nem tisztázni magát a vádak alól, ám fia ügyében - aki már ekkor a kivégzésre várt - sikeres megállapodásra jutottak. Mbenga repülőgéppel menekült Belgiumba, ahol menedékjogot kapott.A menekültzáborban fedezte fel a belga Willy Steveniers kosárlabda-legenda, aki végül Mbenga személyes mentora lett.

## NBA karrierje
Mbenga a 2004-05-ös NBA szezonban szerződött a Dallas Mavericks-hez. A 2005-06-os szezon végét követően szabad ügynök lett és újabb három évre a Maverckshez szerződött, évi 2 millió dollárért.
Később a Mavericks felmondott neki, hogy leszerződtethessék Juwan Howardot. 2007. november 17-én írta alá szerződését a Golden State Warriors-szal, edzője előző csapatából ismert Don Nelson lett. Egy február 17-én bekövetkezett térdsérülése miatt Mbenga kórházi ápolása idejére a szezon kihagyására kényszerült.
2008. január 6-án felmondta szerződését a Golden State-tel, majd január 21-én tíznapos szerződést írt alá a Los Angeles Lakers-szel. Ezt megállapodást február 11-én hosszabbították meg az egész 2007-08-as szezonra.

## Jótékonysági munka
A Mbenga Alapítvány segítséget nyújt a Kongói Demokratikus Köztársaságban élő gyermekeknek és a Belgiumban élő menekülteknek is.

## Karrierje
| Szezon    | Csapat                   | Ország  | Bajnokság                |
| --------- | ------------------------ | ------- | ------------------------ |
| 1999–2000 | Antwerpen Diamond Giants | Belgium | Nemzetközi ifjúsági Liga |
| 2000–01   | Antwerpen Diamond Giants | Belgium | Nemzetközi ifjúsági Liga |
| 2001–02   | Spirou Gilly             | Belgium | Divízió II.              |
| 2002–03   | Basket Groot Leuven      | Belgium | Divízió I.               |
| 2003–04   | Spirou Charleroi         | Belgium | Divízió I.               |
| 2004-05   | Dallas Mavericks         | USA     | NBA                      |
| 2005-06   | Dallas Mavericks         | USA     | NBA                      |
| 2006-07   | Dallas Mavericks         | USA     | NBA                      |
| 2007-08   | Golden State Warriors    | USA     | NBA                      |
| 2007-08   | Los Angeles Lakers       | USA     | NBA                      |
| 2008-09   | Los Angeles Lakers       | USA     | NBA                      |
| 2009-10   | Los Angeles Lakers       | USA     | NBA                      |

## NBA karrier statisztikák

### Előző szezonjai
| Szezon  | Csapat       | JM  | KM | JP/M | MG%  | 3P%  | BD%  | LP/M | GP/M | L/M | B/M | P/M |
| ------- | ------------ | --- | -- | ---- | ---- | ---- | ---- | ---- | ---- | --- | --- | --- |
| 2004–05 | Dallas       | 15  | 1  | 3.9  | .429 | .000 | .750 | .5   | .0   | .0  | .3  | 1.0 |
| 2005–06 | Dallas       | 43  | 1  | 5.5  | .533 | .000 | .500 | 1.3  | .0   | .1  | .6  | 1.7 |
| 2006–07 | Dallas       | 21  | 0  | 3.8  | .313 | .000 | .875 | .5   | .3   | .1  | .2  | .8  |
| 2007–08 | Golden State | 16  | 0  | 8.1  | .391 | .000 | .500 | 1.9  | .3   | .2  | .6  | 1.2 |
| 2007–08 | LA Lakers    | 26  | 0  | 7.5  | .492 | .000 | .400 | 1.6  | .2   | .2  | .6  | 2.5 |
| 2008–09 | LA Lakers    | 23  | 0  | 7.9  | .474 | .000 | .875 | 1.3  | .4   | .4  | 1.0 | 2.7 |
| Karrier |              | 144 | 2  | 6.1  | .472 | .000 | .615 | 1.2  | .2   | .2  | .5  | 1.7 |

### Rájátszás
| Szezon  | Csapat    | JM | KM | JP/M | MG%  | 3P%  | BD%   | LP/M | GP/M | L/M | B/M | P/M |
| ------- | --------- | -- | -- | ---- | ---- | ---- | ----- | ---- | ---- | --- | --- | --- |
| 2005–06 | Dallas    | 7  | 0  | 3.6  | .333 | .000 | 1.000 | 1.1  | .0   | .0  | .1  | .6  |
| 2007–08 | LA Lakers | 7  | 0  | 4.3  | .625 | .000 | .000  | 1.3  | .0   | .3  | .1  | 1.4 |
| 2008–09 | LA Lakers | 7  | 0  | 2.3  | .167 | .000 | .000  | .4   | .0   | .0  | .3  | .3  |
| Karrier |           | 21 | 0  | 3.4  | .412 | .000 | 1.000 | 1.0  | .0   | .1  | .2  | .8  |